# Laura Branigan
Laura Branigan (Brewster, New York, 3 juli 1952 – East Quogue, New York, 26 augustus 2004) was een Amerikaanse zangeres.
Branigan is bekend van haar hits Gloria (1982), dat haar een Grammy Award-nominatie opleverde, de Raf-cover Self Control (1984), de Jennifer Rush-cover The Power of Love en How Am I Supposed to Live Without You?. Haar versie van Turn the Beat Around haalde de hitlijsten niet. Met Self Control bereikte ze in Nederland in de zomer van 1984 de destijds drie landelijke hitlijsten op de nationale publieke popzender Hilversum 3; de Nederlandse Top 40 (zevende plaats), de Nationale Hitparade (tiende) en de TROS Top 50 (zesde). Het origineel van Self Control was van de Italiaanse zanger Raf, die ermee in mei 1984 in de Nederlandse Tipparade stond. Branigans versie werd internationaal de grootste hit. In september 1984 stond ze in de Tipparade met The Lucky One.
Branigan, van Italiaans-Ierse afkomst, studeerde in New York en werkte als serveerster tijdens haar studie. Later werd ze achtergrondzangeres bij Leonard Cohen. In 1979 kreeg ze een platencontract. Haar single Gloria werd in 1982 een internationale hit.
Ze stapte in 1994 uit de muziek, toen bij haar echtgenoot Larry Kruteck darmkanker was vastgesteld. Hij overleed twee jaar later. In 2001 brak Branigan haar beide benen, toen ze van een ladder viel bij haar huis in Westchester County. Een jaar speelde ze Janis Joplin in de musical Love, Janis.
Branigan overleed op 26 augustus 2004 thuis in haar appartement op 52-jarige leeftijd 's nachts in haar slaap aan de gevolgen van een hersenbloeding.

## NPO Radio 2 Top 2000
Van Laura Branigan stond alleen Self Control in 2000 in de NPO Radio 2 Top 2000, op plek 1860.